# Ognon (Acheneau)
Der Ognon ist ein Fluss in Frankreich, der in der Region Pays de la Loire verläuft. Er entspringt im Gemeindegebiet von Saint-Sulpice-le-Verdon, entwässert generell in nordwestlicher Richtung und mündet nach rund 50 Kilometern an der Gemeindegrenze von La Chevrolière und Saint-Aignan-Grandlieu in den Lac de Grand-Lieu und schließlich in den Fluss Acheneau, der den Abfluss des Sees bildet. Dieses Feuchtgebiet ist eine erhaltenswerte Naturlandschaft, die im Rahmen von Natura 2000 unter Code FR5200625 registriert ist. Auf seinem Weg durchquert der Ognon die Départements Vendée und Loire-Atlantique.

## Hydrographische Situation an der Mündung

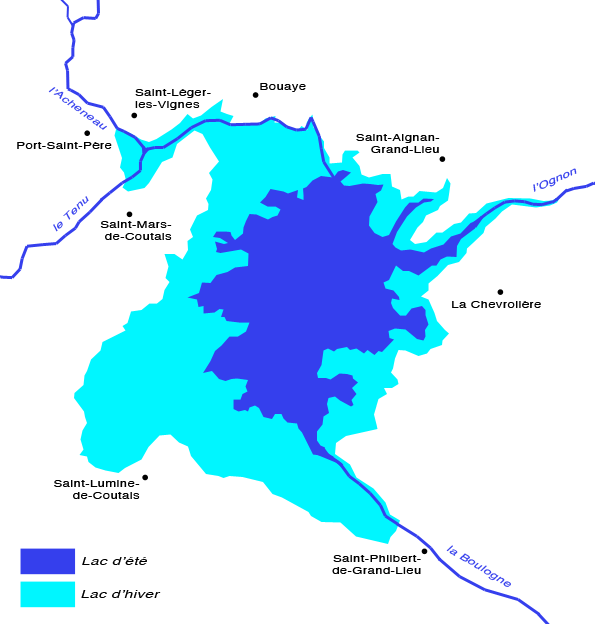
Der Lac de Grand-Lieu mit Zuflüssen und Abfluss

## Orte am Fluss
- Saint-André-Treize-Voies
- Vieillevigne
- La Planche
- Montbert
- Pont-Saint-Martin